# Kaʻimi Fairbairn
John Christian Kaʻiminoeauloamekaʻikeokekumupaʻa „Kaʻimi“ Fairbairn (geboren am 29. Januar 1994 in Kailua, Hawaii) ist ein US-amerikanischer American-Football-Spieler auf der Position des Kickers. Er spielte College Football für die University of California, Los Angeles (UCLA) und steht seit 2016 bei den Houston Texans in der National Football League (NFL) unter Vertrag.

## College
Fairbairn besuchte die Punahou School in Honolulu, Hawaii. Dort spielte er American Football als Kicker und Punter sowie Fußball als Innenverteidiger. Von 2012 bis 2015 besuchte er die University of California, Los Angeles (UCLA), um für die UCLA Bruins zu spielen. Er spielte vier Jahre lang als Kicker der Bruins, dabei war er in seinem letzten Jahr am erfolgreichsten. In der Saison 2015 traf Fairbairn bei 20 von 23 Field Goals, darunter einmal aus 60 Yards Entfernung, außerdem verwandelte er alle Extrapunktversuche. Er gewann den Lou Groza Award für den besten Kicker im College Football. Darüber hinaus wurde er zum Consensus All-American gewählt.

## NFL
Fairbairn wurde im NFL Draft 2016 nicht ausgewählt und im Anschluss als Undrafted Free Agent von den Houston Texans unter Vertrag genommen. Wegen einer Oberschenkelverletzung wurde er vor Saisonbeginn auf die Injured Reserve List gesetzt. In der Vorbereitung auf die Saison 2017 setzte sich Fairbairn gegen Nick Novak durch und ging damit als Kicker der Texans in die Saison. In der Saison 2018 verwandelte Fairbairn alle Field Goals aus unter 40 Yards Entfernung, mit insgesamt 37 Field Goals stellte er einen Franchise-Rekord bei den Texans auf. Nach der Saison belegten die Texans ihn mit einem Second-Round Tender, der ihm 3,095 Millionen Dollar für die folgende Saison garantierte.
In der Saison 2019 begann Fairbairn zunächst schwach, als er sich nach der Entlassung von Punter Trevor Daniel, der durch Bryan Anger ersetzt wurde, auf einen neuen Holder einstellen musste. In den ersten sechs Spielen vergab Fairbairn zwei Field Goals und drei Extrapunkte. Im weiteren Saisonverlauf konnte er sich verbessern, insgesamt verwandelte er 20 von 25 Field Goals und 40 von 45 Extrapunkten. Im März 2020 verlängerten die Texans den Vertrag mit Fairbairn für 17,65 Millionen Dollar, davon neun Millionen garantiert, um vier Jahre. Am 14. Spieltag der Saison 2021 stellte Fairbairn mit einem Field Goal aus 61 Yards einen neuen persönlichen Bestwert und Franchiserekord bei den Texans auf. Am 15. Spieltag der Saison 2023 wurde Fairbairn als AFC Special Teams Player of the Week ausgezeichnet. Beim 19:16-Sieg gegen die Tennessee Titans verwandelte er alle vier Field-Goal-Versuche, darunter aus 54 Yards zum Sieg in der Overtime, und erzielte einen Extrapunkt. In der Saison 2023 verwandelte er 27 von 28 Field-Goal-Versuchen.
Im März 2024 einigte Fairbairn sich mit den Texans auf eine Vertragsverlängerung um drei Jahre im Wert von 15,9 Millionen US-Dollar.